# دختران (ترانه ریتا اورا)
«دختران» (به انگلیسی: Girls) ترانه‌ای از هنرمند اهل بریتانیا ریتا اورا، به‌همراه رپر آمریکایی کاردی بی، خوانندهٔ آمریکایی بی‌بی رکسا و خوانندهٔ بریتانیایی چارلی ایکس‌سی‌ایکس می‌باشد. متن این تک‌آهنگ توسط اورا، کلنورد رافائل، آلی تامپوسی، رکسا، جونی کافر، جردن تورپ، بلکالیس آلمانذار، برایان لی، وات و بنجامین دیهل نوشته و تهیه‌کنندگی توسط بن بیلیون، کافر و وات انجام شده‌است.

## موزیک ویدئو
موزیک ویدیو «دختران» در ۶ ژوئن ۲۰۱۸ منتشر شد و کارگردانی آن برعهدهٔ هلمی بود.